# Виваро
Вива̀ро (на италиански: Vivaro; на фриулски: Vivâr, Виваро) е село и община в Северна Италия, провинция Порденоне, автономен регион Фриули-Венеция Джулия. Разположено е на 138 m надморска височина. Населението на общината е 1388 души (към 2010 г.).